# Чірали
Чірали (тур. Çıralı)  — селище у Туреччині. Розташоване на відстані 40 км від Кемеру. Відстань до Анталії — 85 км.

## Природа
Селище Чірали знаходиться у субтропічному кліматичному поясі. Це — зона жорстколистних лісів та чагарників. Рослинний світ має ксероморфний характер. На околицях Чірали збереглися жорстколисті ліси, які формуються в умовах довготривалої літньої посухи та зимових дощів. Домінують дуби, лаври, магнолії. Внаслідок інтенсивного освоєння людиною первинні ліси в межах поселення замінені на ксерофітні чагарники та фруктові дерева.

## Туристичні принади
- Селище Чірали розташовано у межах Національного парку Олімпос.
- З півдня пляж селища Чірали обмежує територія античного міста Олімпос.
- Через селище проходить популярний туристичний пішохідний маршрут Лікійська стежка.
- Чірали знаходиться поруч з горю Хімера, відомої своїми «вічними вогнями».
- Пляж Чірали — місце, де відкладає яйця довгоголова морська черепаха, логгерхед або каретта. Тому на пляжі категорично заборонена будь-яка господарська діяльність, а також розміщення у наметах та приготування їжі на вогнищі.

## Економіка
Традиційне сільське господарство, рибальство, низка рибних ресторанів, дві лінії кемпінгів та отелів рівня 1-2 зірки.

## Галерея

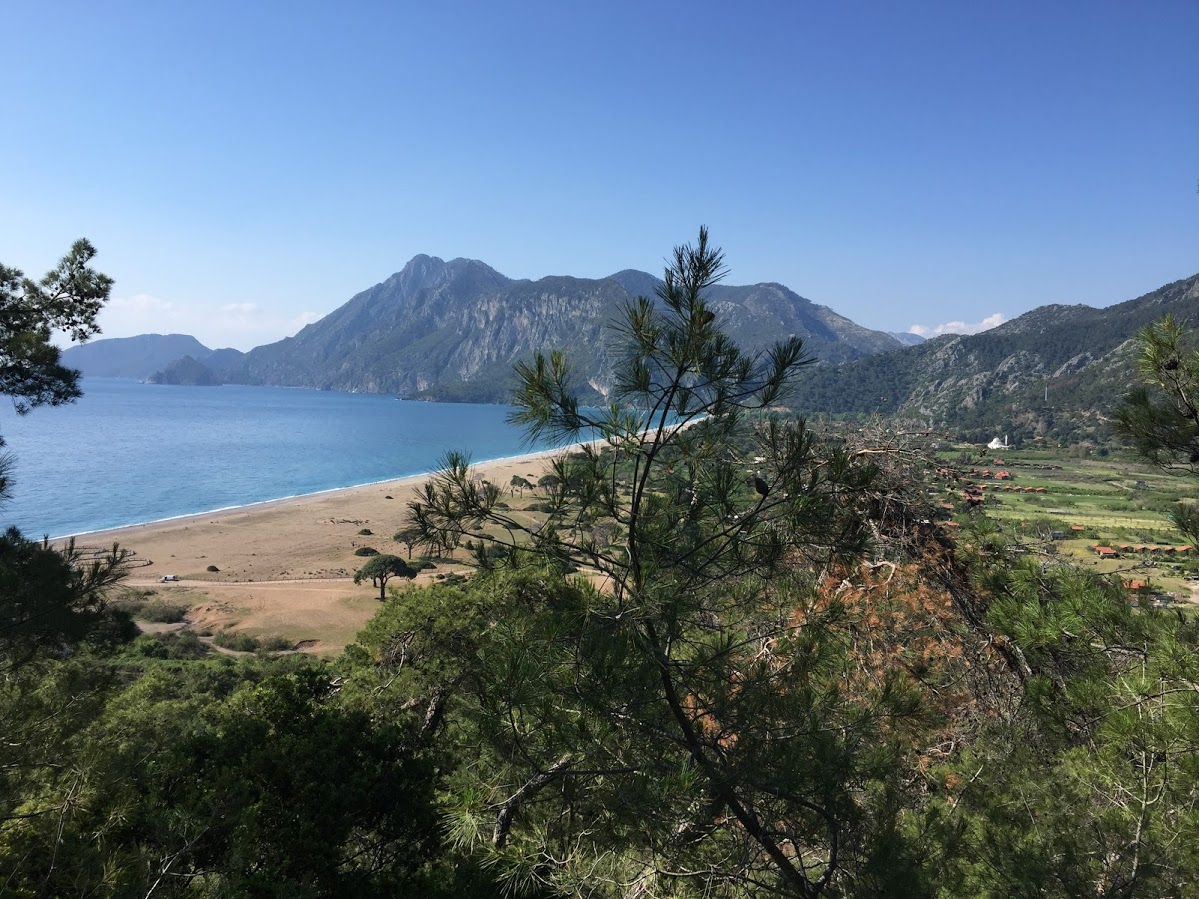
Чірали. Вигляд на селище згори
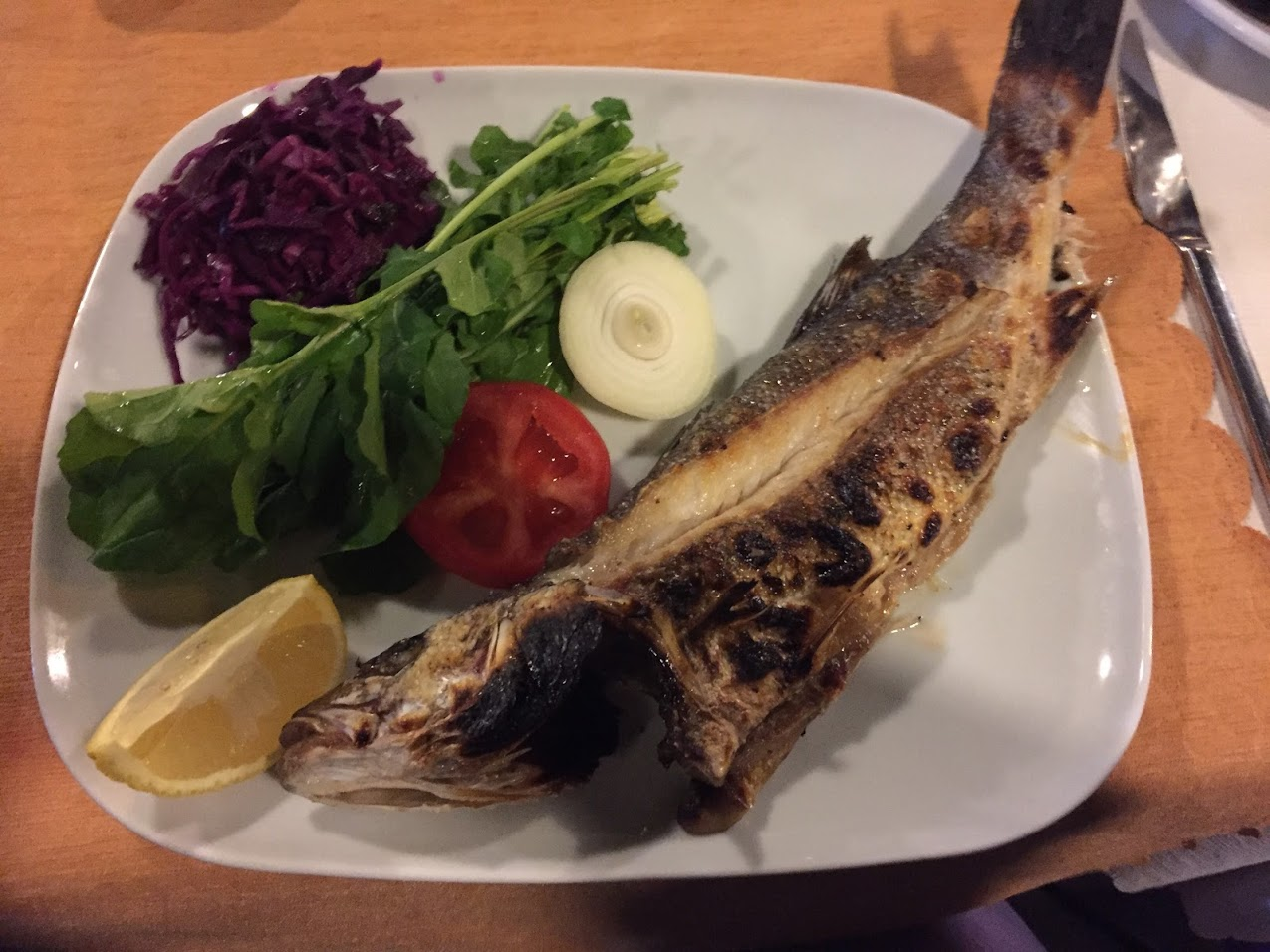
Чірали. Рибний ресторан. Подача страви
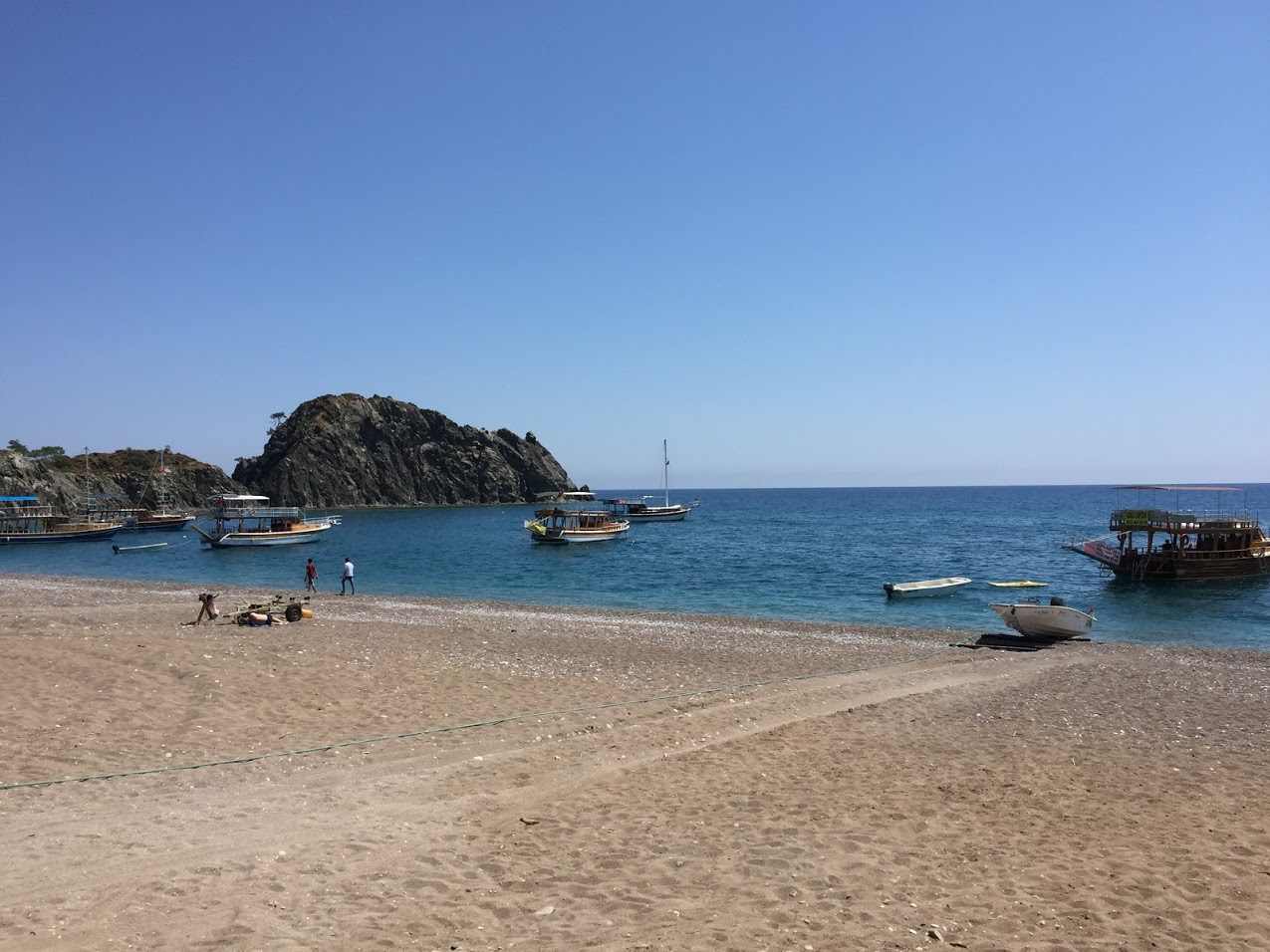
Чірали. Пляж. Вигляд на скелю Карабурун
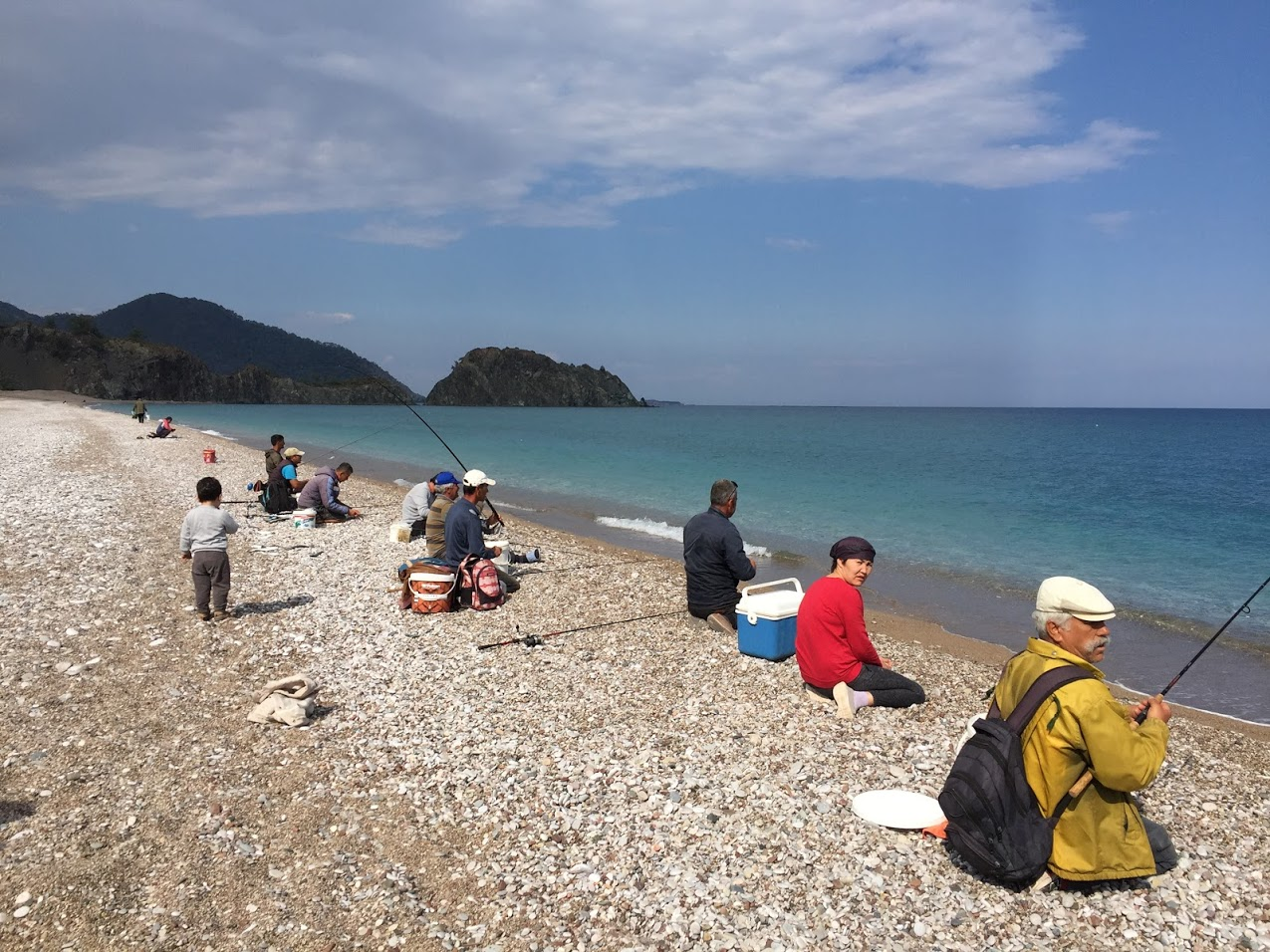
Чірали. Місцеві рибалки на пляжі Чірали ловлять рибу, яка увечері потрапить на кухню ресторанів